# ヘンリー・ベーカー・トリストラム

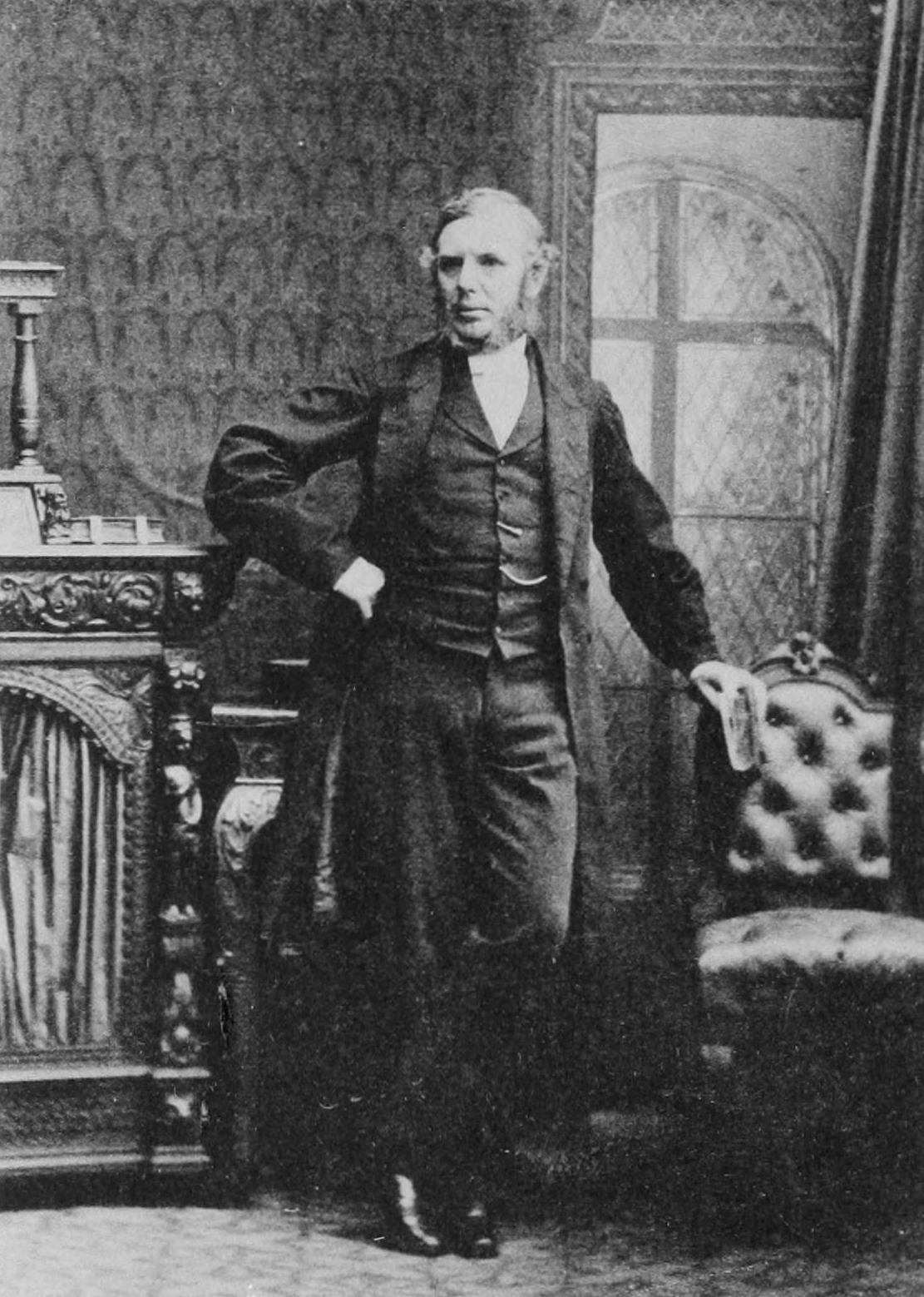
ヘンリー・ベーカー・トリストラム

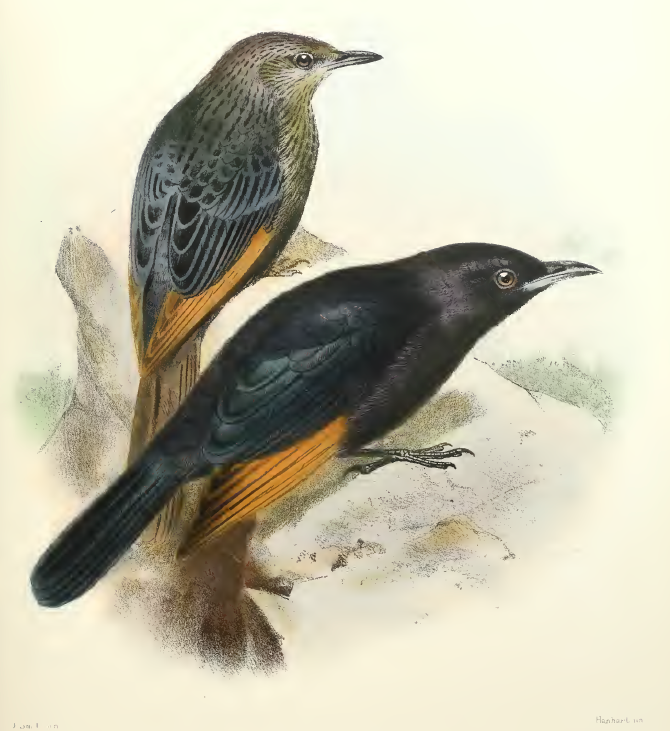
中東の動植物に関する著書の図版、Onychognathus tristramii

ヘンリー・ベーカー・トリストラム（Henry Baker Tristram FRS、1822年5月1日 - 1906年3月8日）はイギリスの聖職者、聖書研究家、鳥類学者である。

## 略歴
ノーサンバーランドのアニック近くの、エグリンハム（Eglingham）の牧師館で生まれた。ダラム大学とオックスフォード大学のリンカーン・カレッジで学び、1846年に司祭に叙階された。結核にかかり、健康のための転地のために、バーミューダに移り、1847年から1849年の間、バーミューダ総督の秘書として働いた。サハラ砂漠を探検し、1857年にパレスチナを訪れ、その後も1863年と1872年にもパレスチナを訪れ、自然観察するとともに、聖書に記述されている場所を特定する研究を行った。1863年からのパレスチナ旅行には、鳥類学者のバートレットが同行した。1873年にダラム大聖堂の司教に任じられた。1881年に再びパレスチナ、レバノン、メソポタミア、アルメニアを旅した。日本にも、英国聖公会宣教協会によって大阪に設立されたプール女学校（永世女学校から改名、後、プール学院）の校長を務めた娘のキャサリン・アリス・サリバン・トリストラムをたずねて訪れ、旅行記『日本漫歩』（"Rambles in Japan: the Land of the Rising Sun"）を発表した。著書には"The Great Sahara" (1860)、 "The Land of Israel, a Journal of Travels in Palestine, Undertaken with Special Reference to Its Physical Character" (1865)、"The Natural History of the Bible" (1867)、 "The Daughters of Syria" (1872)、 "Land of Moab" (1874)、 "Pathways of Palestine" (1882)、 "The Fauna and Flora of Palestine (1884)"、"Eastern Customs in Bible Lands" (1894)などがある。
進化論に対しては鳥類学雑誌、Ibisに論文を発表し容認の立場を発表した 。
イギリス鳥学会（British Ornithologists' Union）の創立メンバーであり、1868年に王立協会のフェローに選ばれた。鳥類の剥製のコレクションを作り上げ、コレクションはリバプール博物館に売却された。
ムクドリ科の鳥、Onychognathus tristramiiなど多くの鳥などに献名されている。